# Мікрофотографія

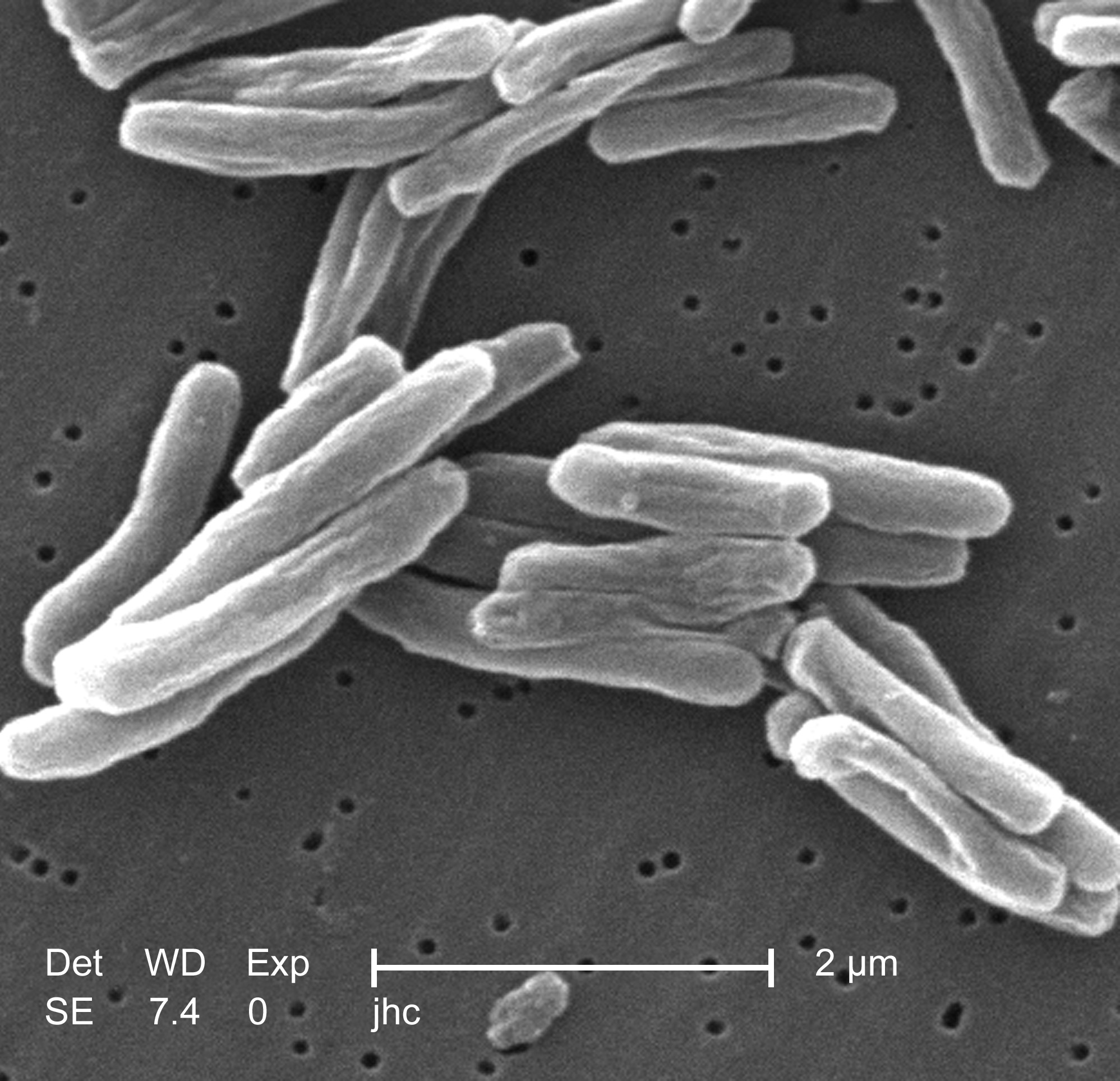
Мікрофотографія мікробактерії туберкульозу (Mycobacterium tuberculosis) за допомогою СЕМ.

Мікрофотографія — техніка фотографування малих об'єктів, здебільшого за допомогою мікроскопів. Широко використовують з метою наукового вивчення об'єктів шляхом значного збільшення їх зображень (наприклад, аншліфів вугілля, мінералів, біологічних клітин та тканин).
Також слово мікрофотографія широко використовують для визначення фотографій (знімків), створених з використанням мікроскопа.
Розрізняють оптичну, електронну і цифрову мікрофотографії.

## Галерея

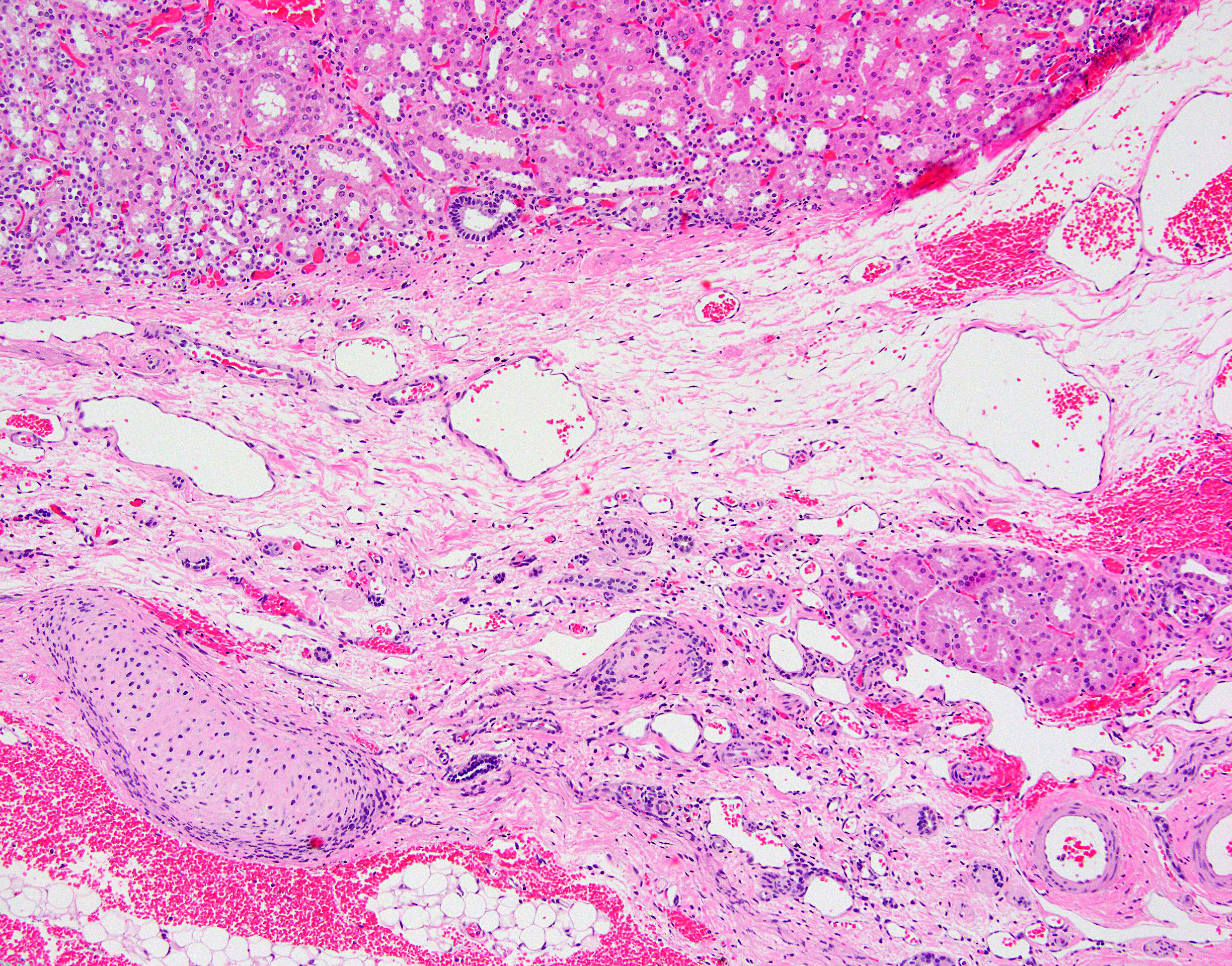
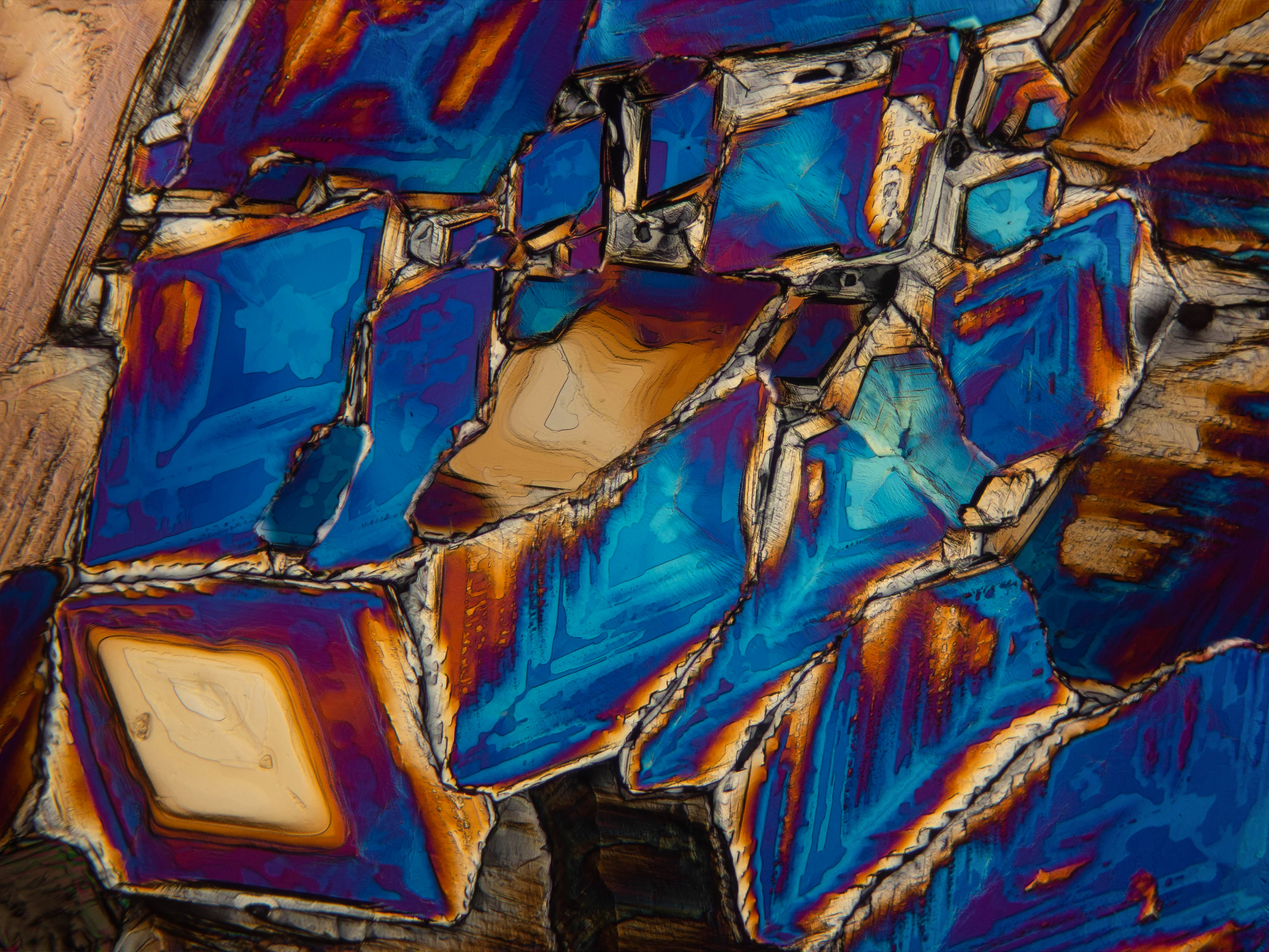
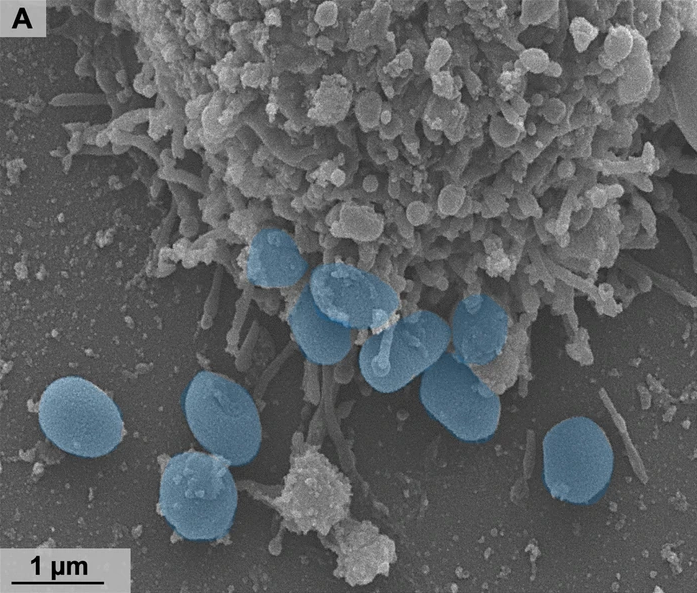
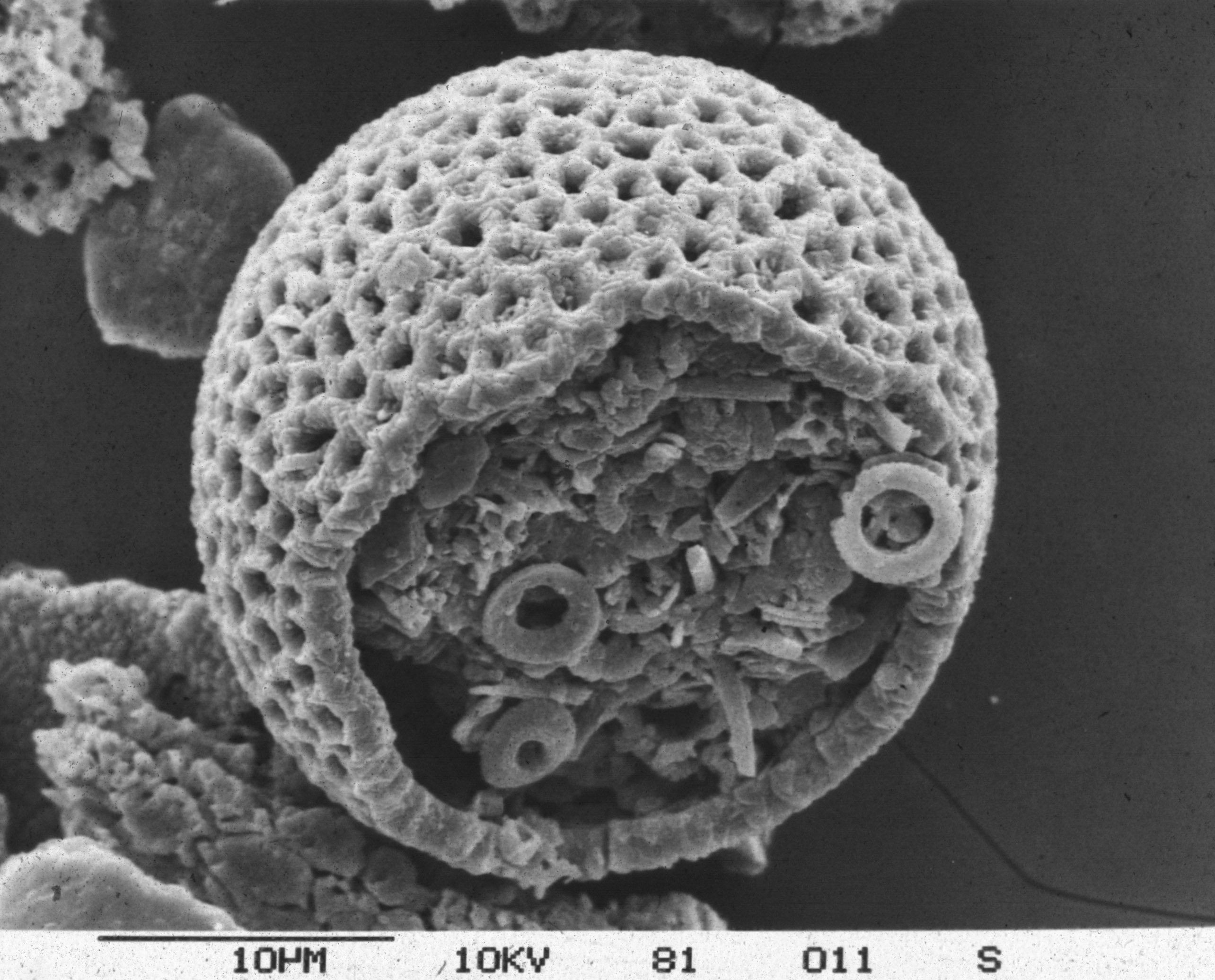
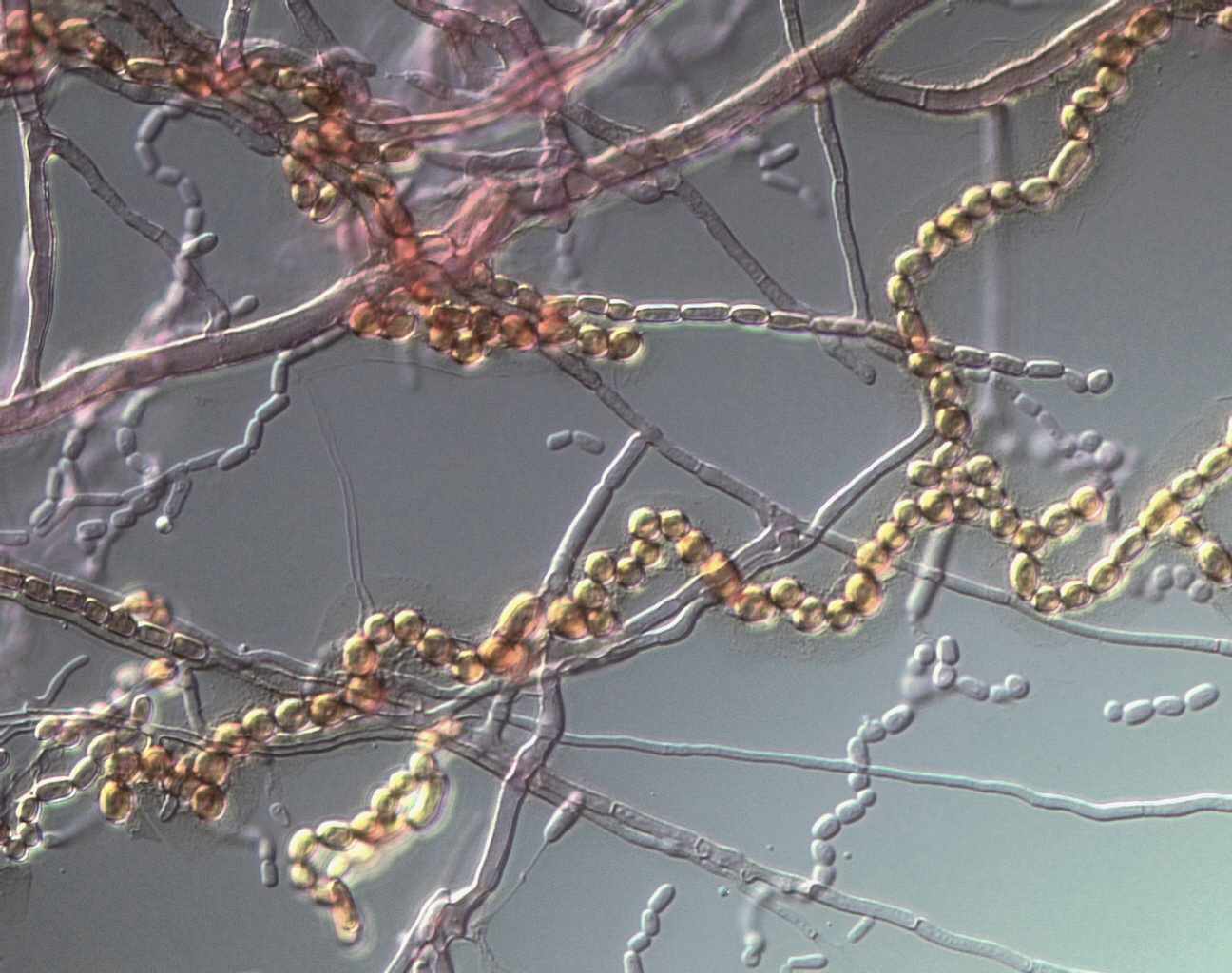
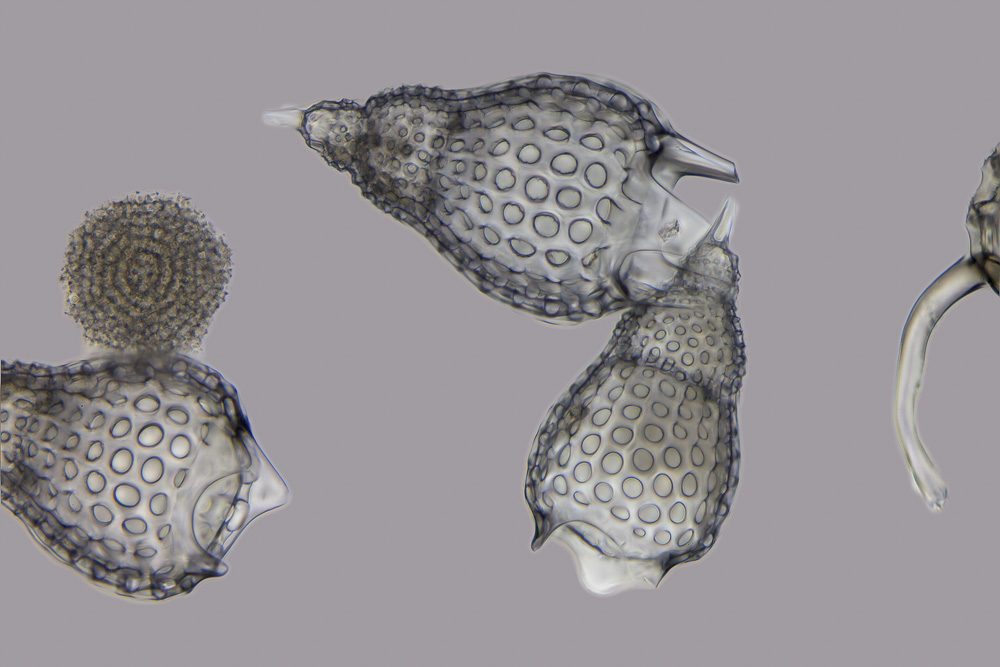
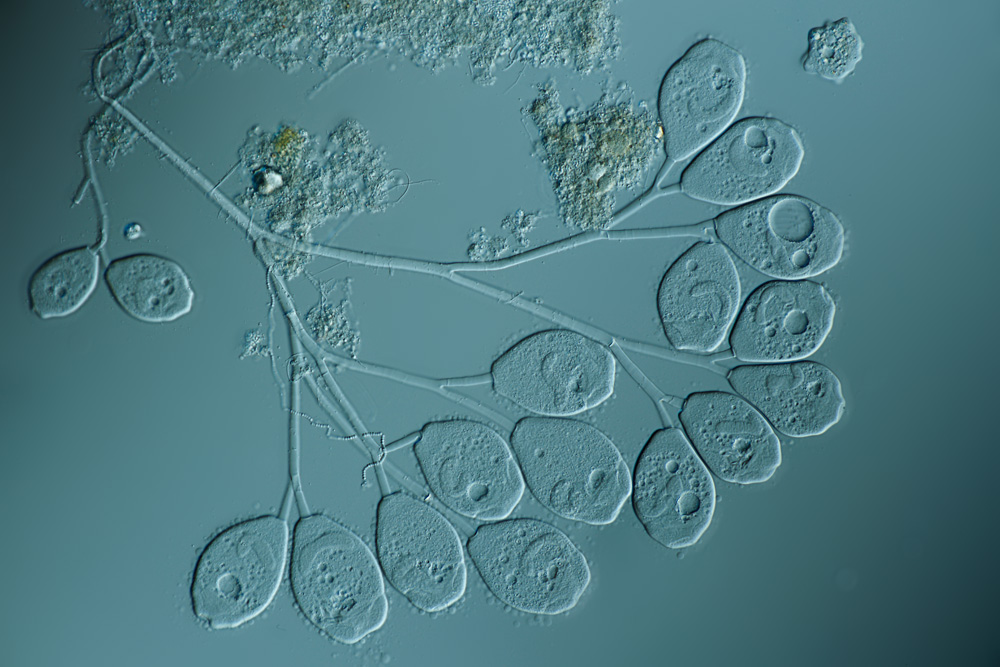